# Веселинка Малинска
Веселинка Малинска (Куманово, 4. јануар 1917 — Скопље, 12. новембар 1987) била је учесница Народноослободилачке борбе и друштвено-политичка радница Социјалистичке Републике Македоније.

## Биографија
Рођена је 4. јануара 1917. године у Куманову. Основну школу је завршила у родном месту, а Трговачку школу у Скопљу. Потом је студирала на Економском факултету у Београду и Загребу.
Омладинском револуционарном покрету је приступила, још као ученица средње школе у Скопљу. Примљена је у чланство Савеза комунистичке омладине Југославије (СКОЈ) 1933. године и била је секретар средњошколског већа СКОЈ-а у Скопљу, 1934. године. Године 1936. је примљена у чланство Комунистичке партије Југославије (КПЈ). Током боравка у Београду 1940. године била је секретар месног одбора Народне помоћи.
Априлски рат и окупација Краљевине Југославије, 1941. године, су је затекли у Београду. Првих месеци окупације је радила као курир Централног комитета Комунистичке партије Југославије и Покрајинског комитета КПЈ за Србију. Септембра 1941. године налазила се са Јашом Рајтером и Даворјанком Пауновић Зденком у пратњи генералног секретара КПЈ и Врховног команданта НОП одреда Југославије Јосипа Броза Тита, приликом његовог преласка на ослобођену територију западне Србије.
Маја 1942. године, по задатку Партије, отишла је у Македонију, где је најпре радила као партијско-политички радник на терену и била секретар Месног комитета КПЈ у Скопљу, а затим је ступила у јединице НОВ и ПОЈ и руководила Агитпроп одељењем при Главном штабу НОВ и ПО Македоније. Марта 1943. године приликом оснивања Комунистичке партије Македоније примљена је у чланство првог Централног комитета. Била је делегат на Првом заседању Антифашистичког собрања народног ослобођења Македоније (АСНОМ) одржаном 2. августа 1944. године у манастиру св. Прохор Пчињски. Била је секретар Антифашистичког фронта жена Македоније од 15. децембра 1944. године.

### Послератни период
После ослобођења Југославије, 1945. године, налазила се на разним одговорним друштвено-политичким функцијама у Социјалистичкој Републици Македонији. Најпре је радила у Централном комитету Комунистичке партије Македоније, потом је била члан Бироа Градског комитета КПМ за Скопље, главни и одговорни уредник листа „Нова Македонија“, директор Радио Скопља (1952—1961), потпредседник Главног одбора Социјалистичког савеза радног народа Македоније и члан Извршног већа Социјалистичке Републике Македоније. Бирана је народног посланика у Собрању СР Македоније и Савезној скупштини СФРЈ, у више сазива. Завршила је Вишу партијску школу „Ђуро Ђаковић“ у Београду.
Бирана је за члана Централног комитета Савеза комуниста Македоније и за члана сталног дела Конференције Савеза комуниста Македоније. Била је члан Председништва ЦК СК Македоније и председник комисије ЦК СКМ за политику и односе СКМ у области културе.
Два пута се удавала — њен први супруг Добривоје Радосављевић Боби, с којим се упознала 1942. године у Скопљу, био је инструктор ЦК КПЈ у Македонији, а касније високи државни и партијски функционер СКЈ и СФРЈ, а други Димитар Киостаров, југословенски и македонски глумац бугарског порекла. Имала је троје деце — ћерку Лину и синове Стефана и Ивана.
Умрла је 12. новембра 1987. године у Скопљу.
Носилац је Партизанске споменице 1941. и других југословенских одликовања, међу којима су и Орден заслуга за народ са златном звездом и Орден братства и јединства са сребрним венцем.